# ギャッベ

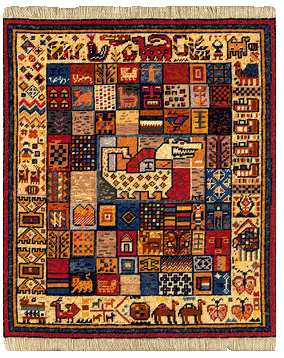
ギャッベ

ギャッベ（ペルシア語: گبه）とは、ペルシャ語で目が粗くて毛足が長い絨毯を意味する。ギャベともいう。
イラン・イスラム共和国の南西部に位置するシラーズ州を遊牧する部族カシュガイ（カシュカイ）族（en）、ルリ族（en）などによって織られる遊牧民の手織り絨毯の略称である。もともとは、山岳地帯を移動する彼らの生活の中で、羊の毛をざっくりと織ってふかふかに仕上げて、ベッドとして使うために織られてきた。イランのペルシャ絨毯の市場では、その粗くて重い形状から「ギャッベ（garbage＝ゴミ）」として日の目を見ない商品であったが、近年ギャッベの市場が拡大して品質も向上してきている。

## 素材とデザインについて
その素材は、遊牧生活を一緒に送る羊の毛を生活圏に自生する草や花、樹木などを染める草木染めによる。
ギャッベ絨毯の特徴である文様は、伝統的な遊牧民の文様を織り込まれることが多く「羊・ヤギ」などの動物文様や「生命の樹（Tree Of Life / トゥリー・オブ・ライフ）」と呼ばれる木の形を縦糸に対して一目一目結びながら文様を作っていく。地のデザインは、アブラッシュと呼ばれる染めムラを利用しながら、自然をモチーフにした色で自分たちの身の周りの自然の景色や出来事を絨毯に織り込んでいく。

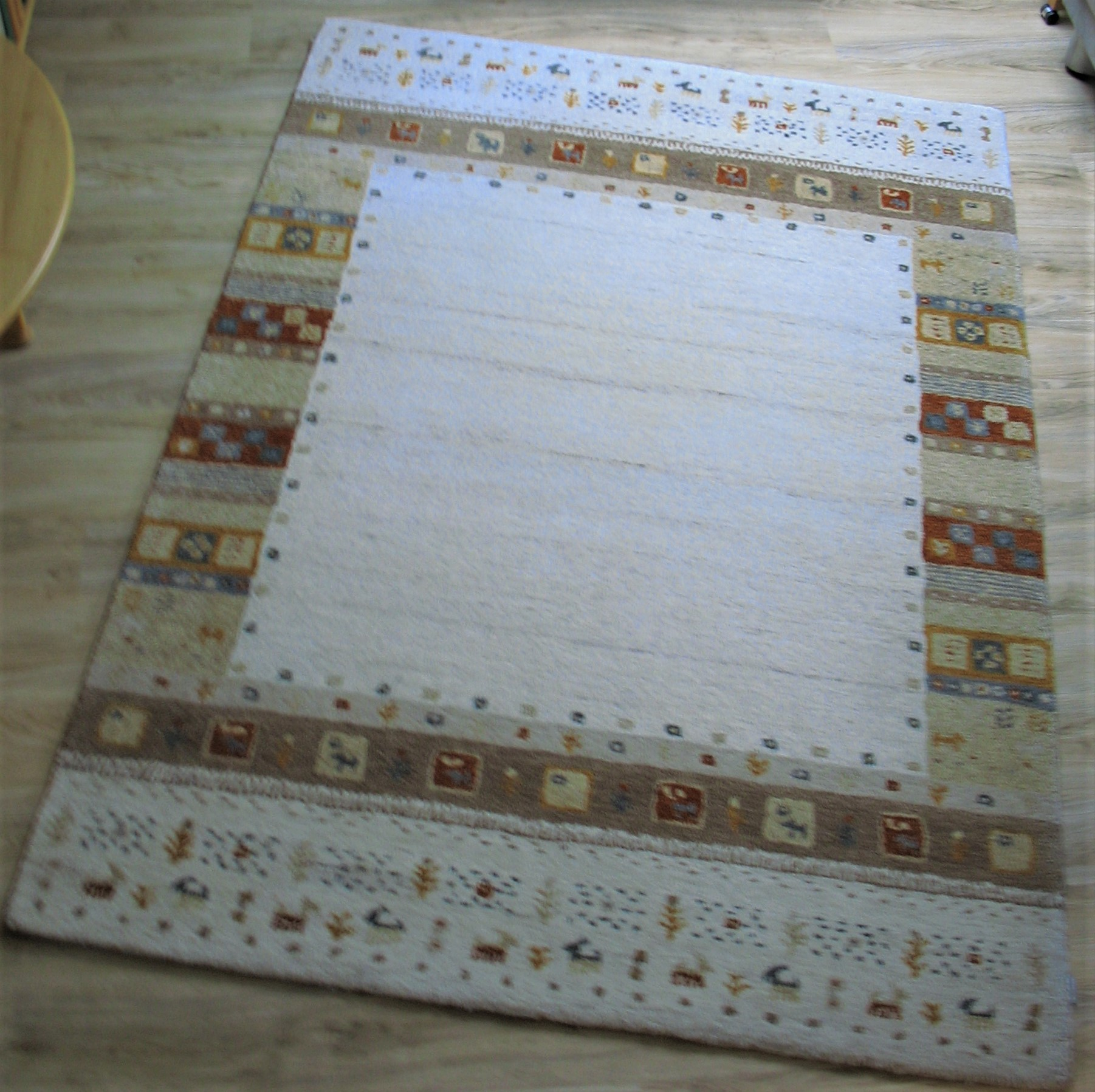
ヤギ
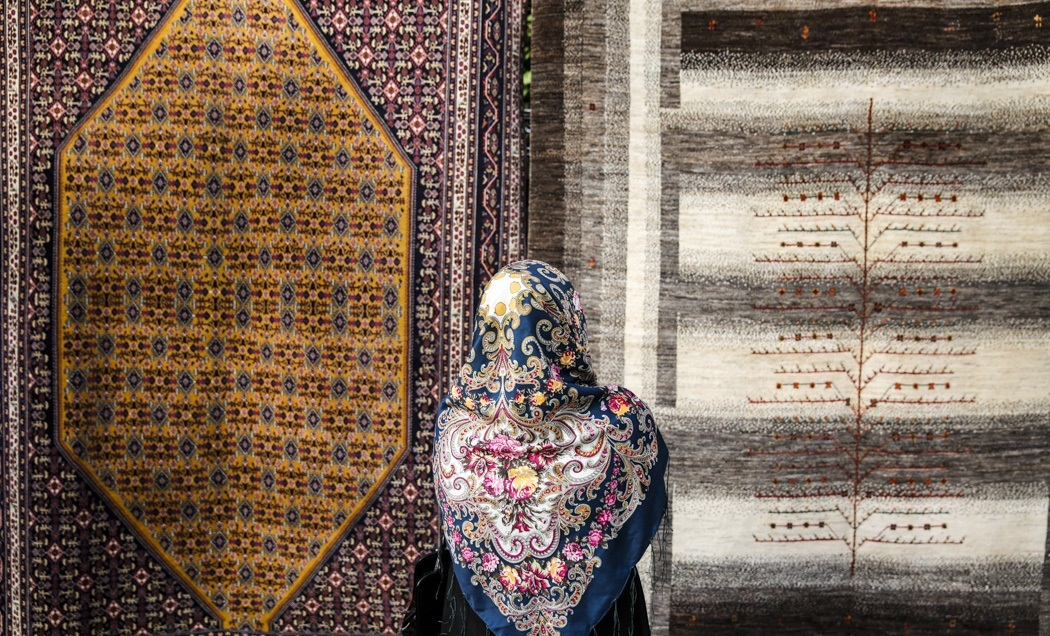
右は生命の樹
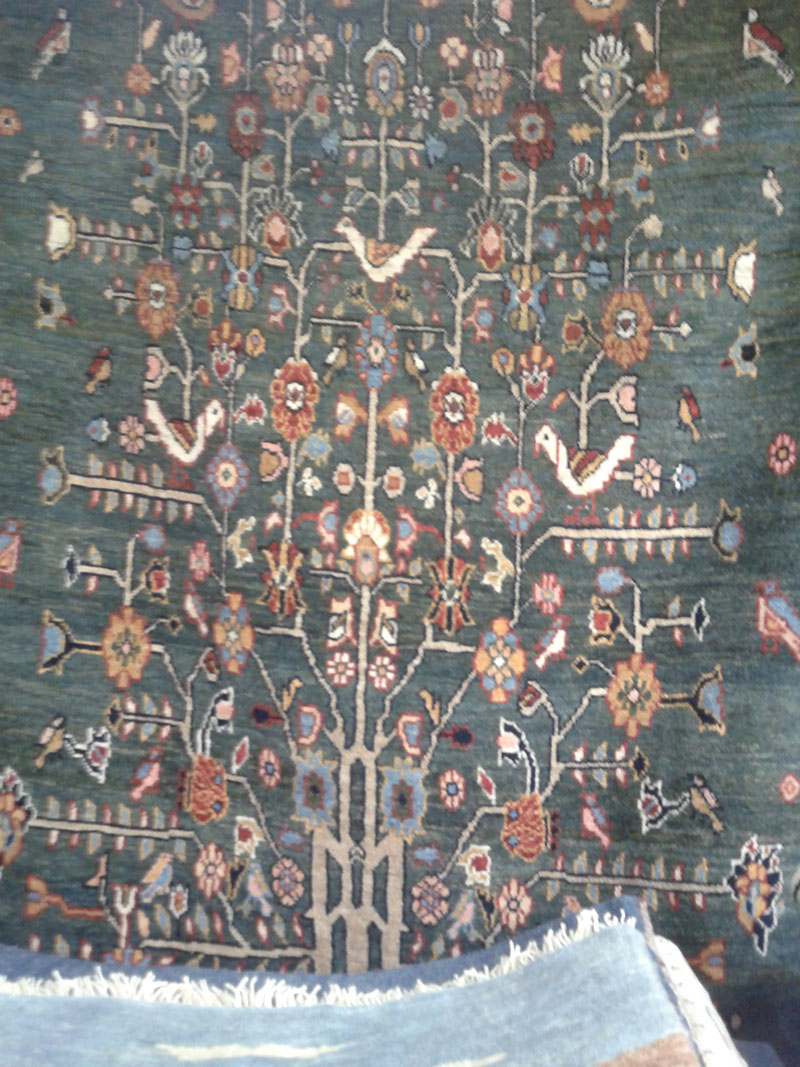
鳥
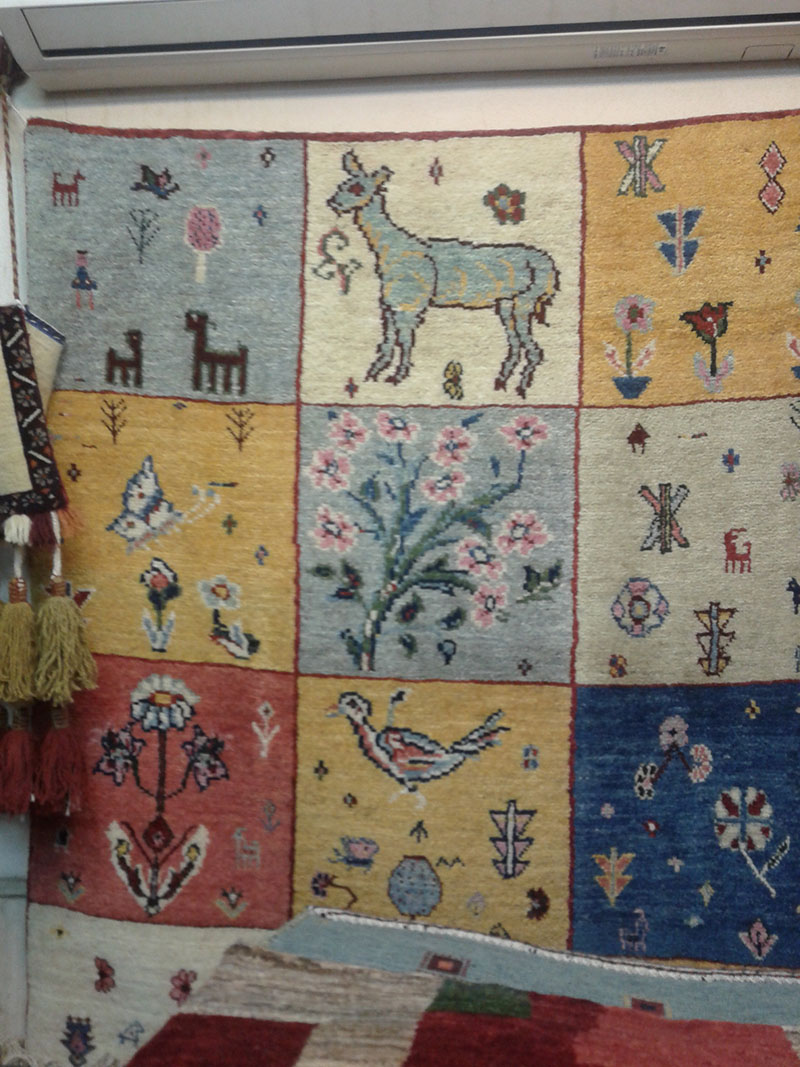
蝶やヤギや鳥
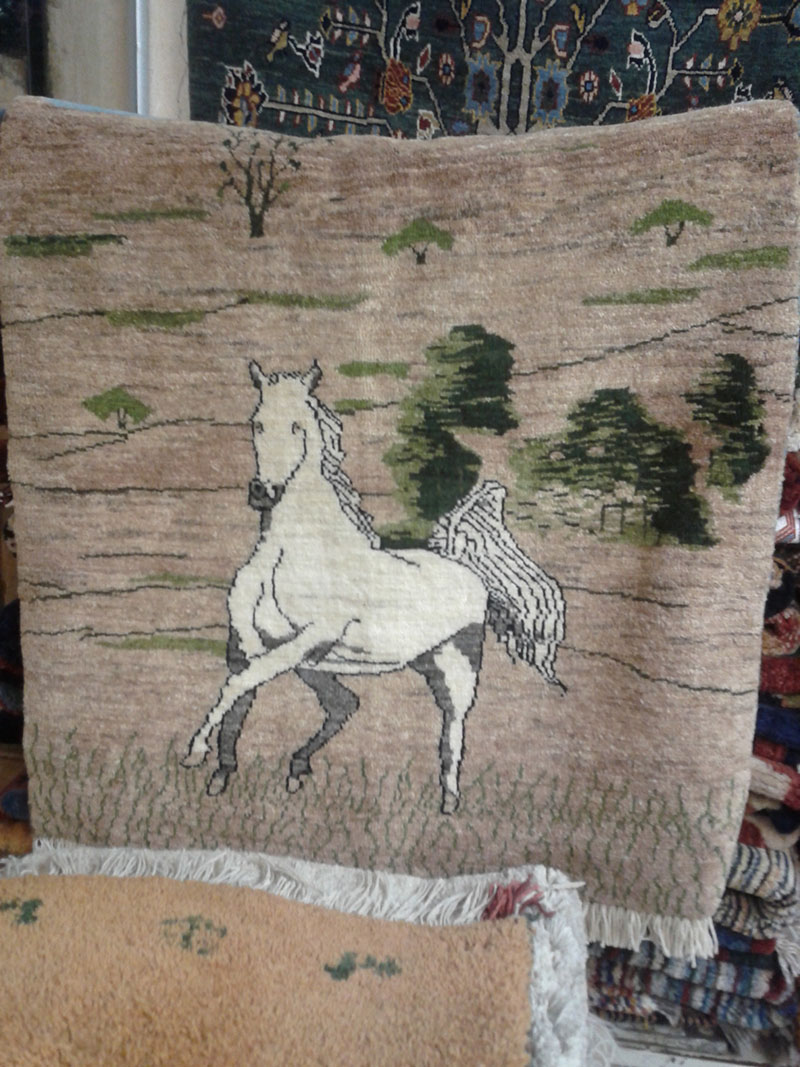
馬
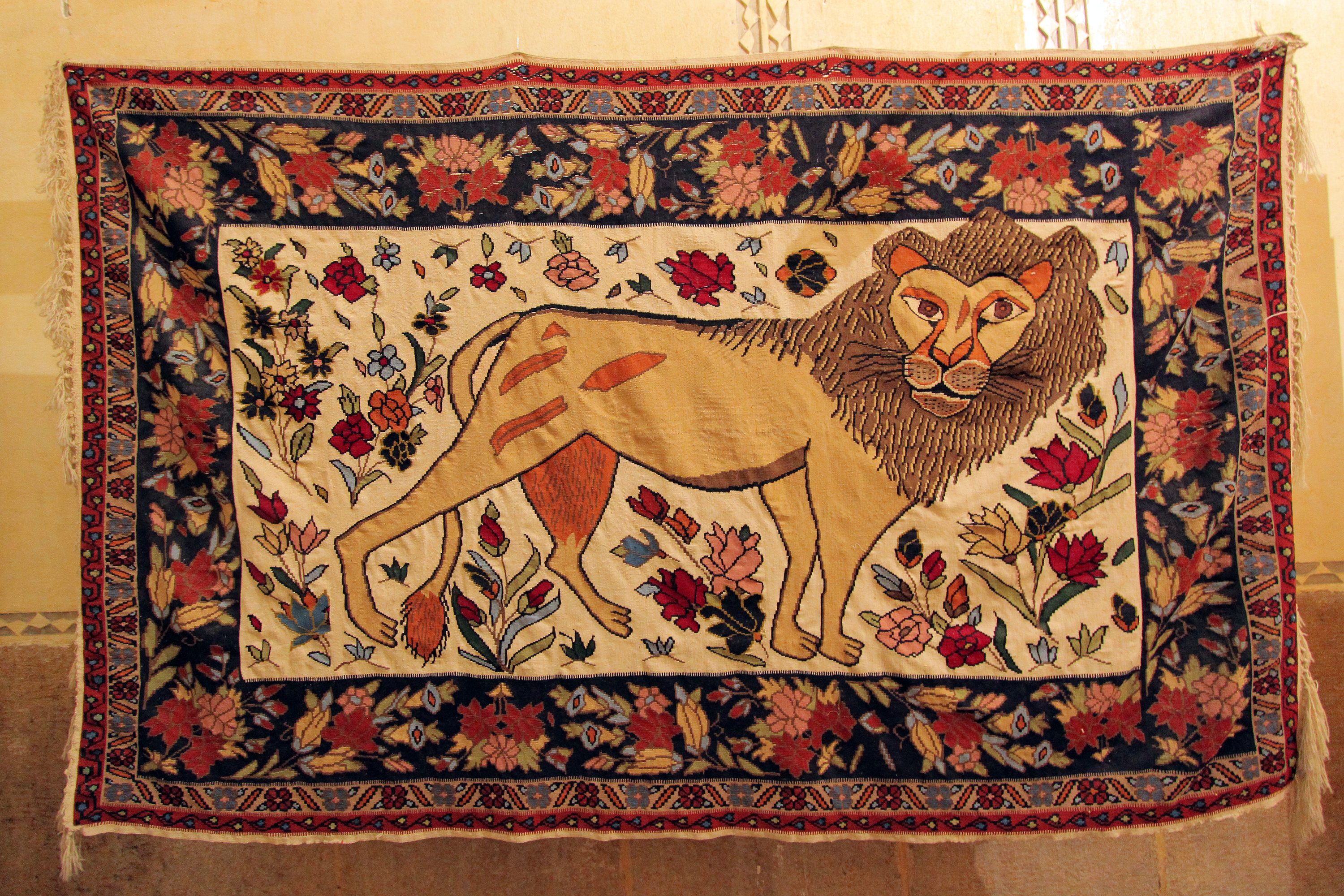
ハンマームバキル・ヒストリカル・バス（英語版）に飾られたライオンのギャッベ

### 羊毛
ギャッベは、南西ペルシャに位置するザクロス山脈の山岳地帯に生息する遊牧民たちの羊の毛を使っている。

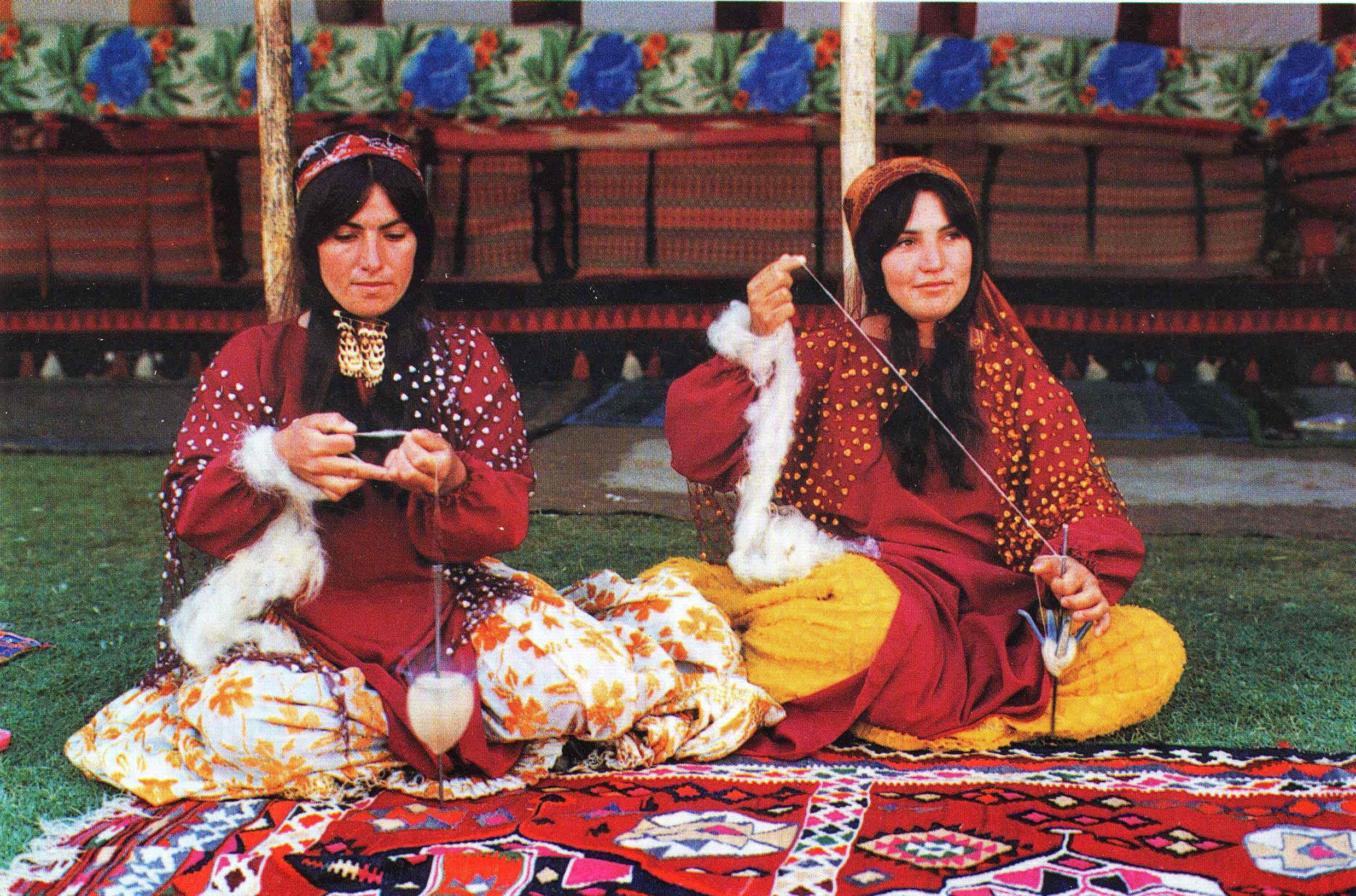
紡績

山岳地帯に住む羊の毛は、日中と夜との寒暖差が多い時では40度ほどある地域特有の脂質が多い毛並みを有している。ペルシャの羊は、直毛で毛に脂質が多いのが特徴だが、その特質は、放熱・保温を行いやすい毛質であり絨毯の素材としての丈夫さが特徴として挙げられる。また、直毛であるが故に糸として撚った時に縮みにくくしっかりとそろった毛ができあがる。

### デザイン
草木染めの色を利用しながら、自然の景色や織り子の日常生活を絨毯に描いた個性的なものが特徴的である。モフセン・マフマルバフ監督による映画『愛を織る娘ギャベ』によると、カシュガイ族などギャッベを織る遊牧民の色の世界観には、赤色や黄色は太陽の色、青はオアシス・水の色、黄色は豊穣の景色、青色と黄色を足してできる緑色は春や夏に生い茂る草原の恵みなど生命の循環を色に現すことがある。織り子は、草木染めで染めるとどうしてもできる色むら（アブラッシュ）をも匠に利用してギャッベのデザインに反映させていく。

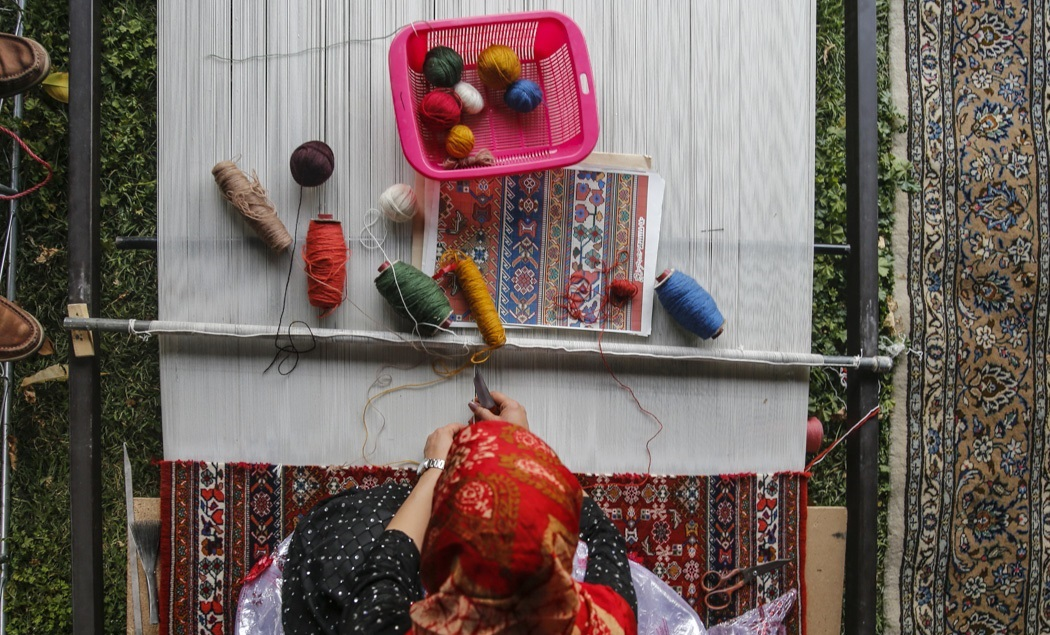
手織り
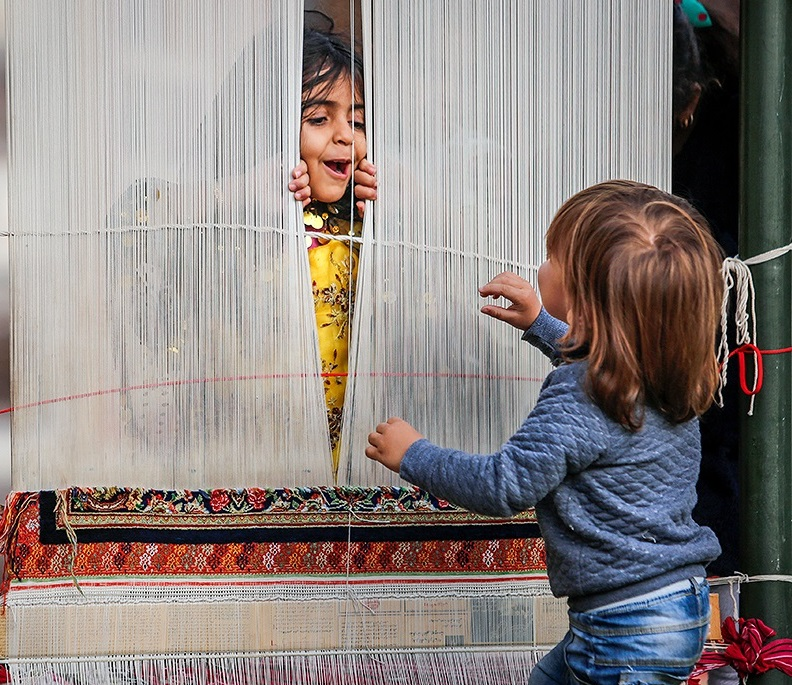
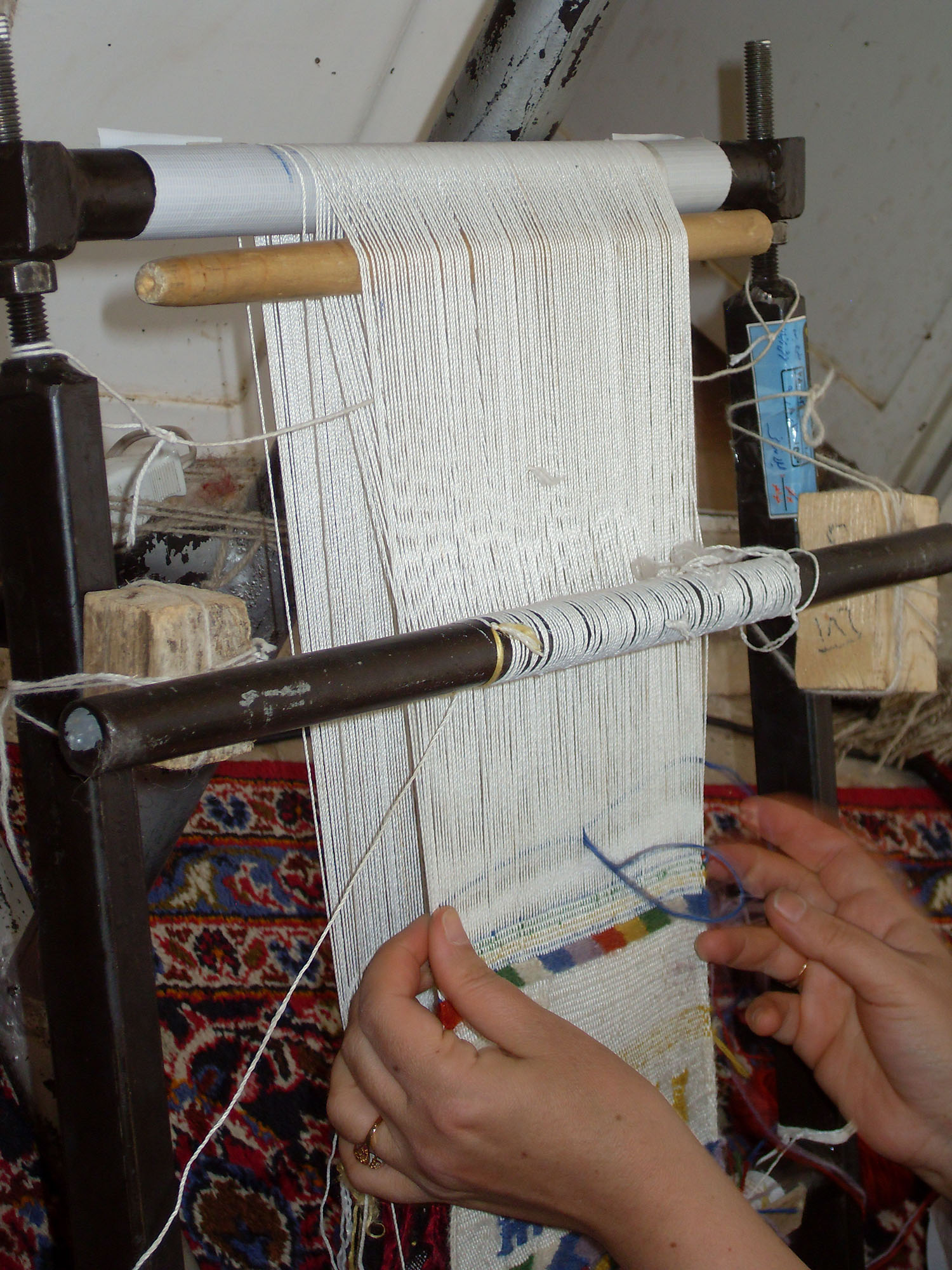
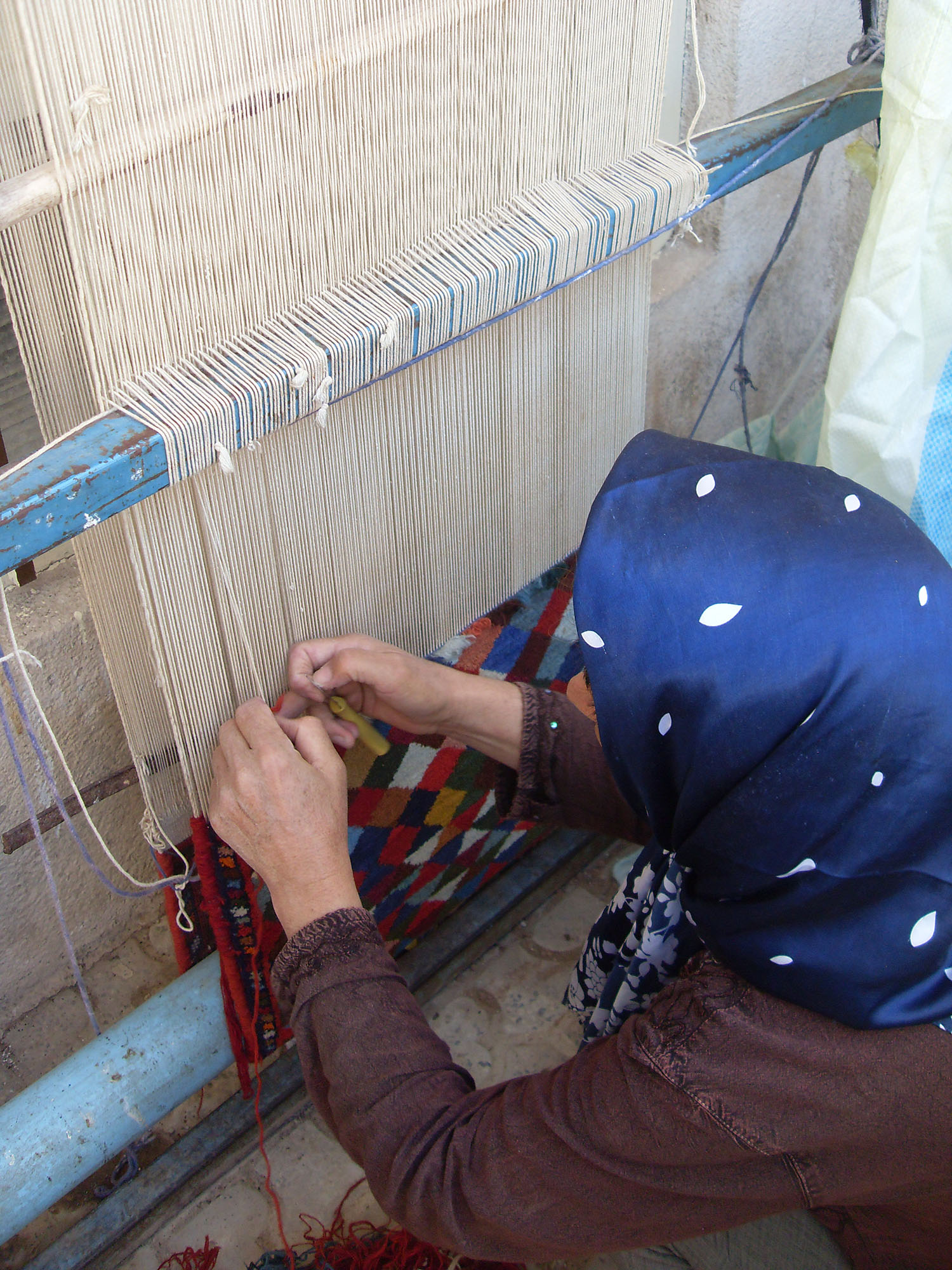

## 市場性
ギャッベの良さは遊牧民の手作りである事である。素朴なデザイン、自然の草木染め、不揃いのサイズ、どれをとっても人間味にあふれている。手結びでつくるがゆえの丈夫さ、汚れにくく手入れが楽であるため、最近のペルシャ絨毯の中でも人気が高まってきた。
手作りである以上、出来栄えに多少差が出来てくる。本来は厚みのあったギャッベが、市場向けによい品質のギャッベが織られるようになり本来あった5 cm位の厚みから、近年は1 cm程度にまで薄くなる傾向が出てきた。結びが細かければ細かいほど織り子の手間がかかり、結果として織り目の細かいものほど高額で取引されるようになって来ている。

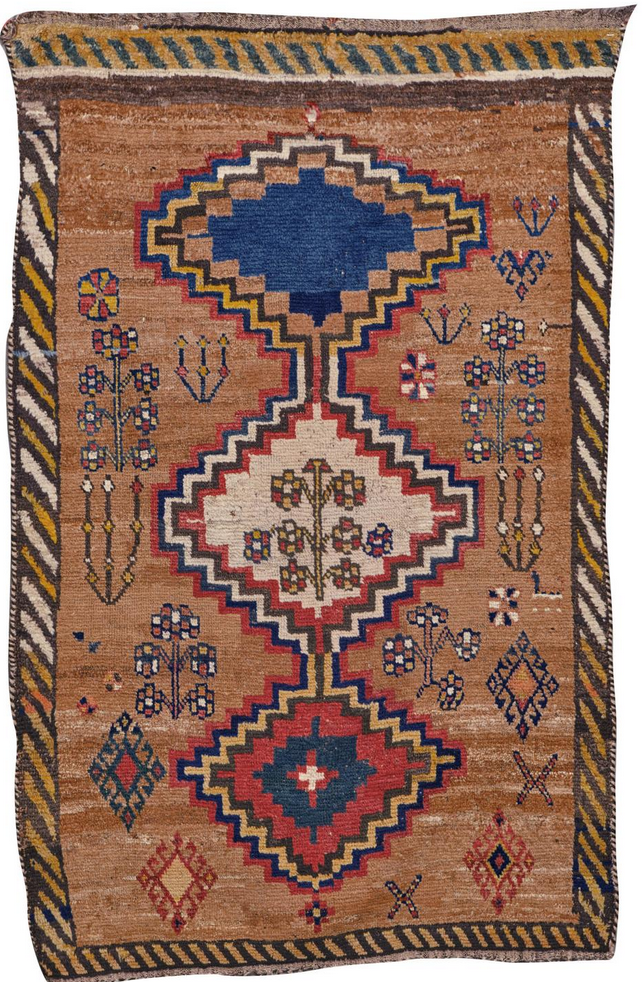
ペルシャ、前四半期19世紀
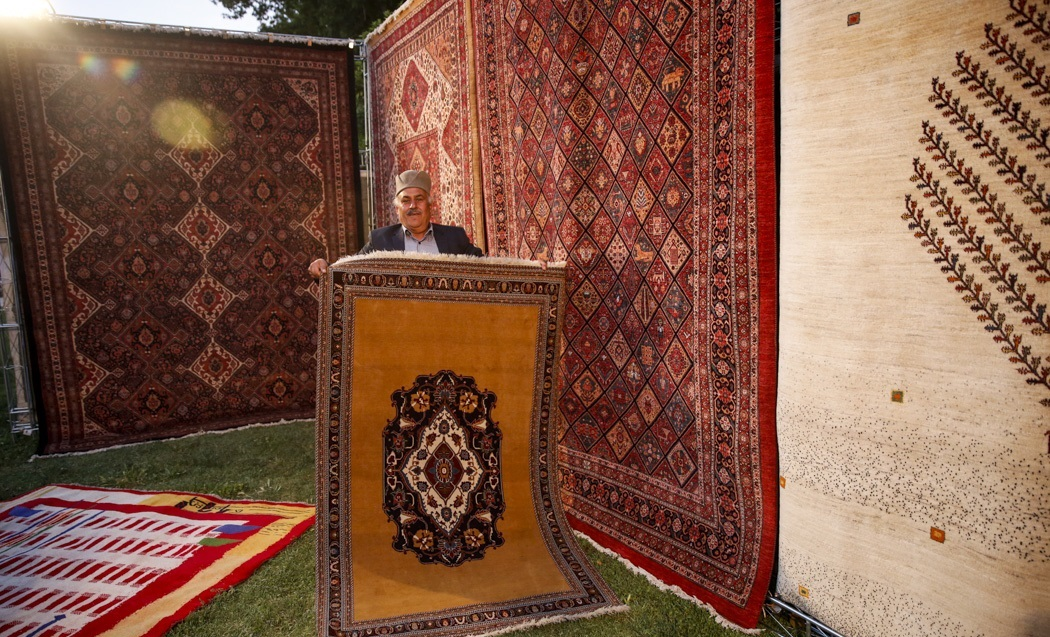
アフィーフアーバード庭園（英語版）に並ぶギャッベ
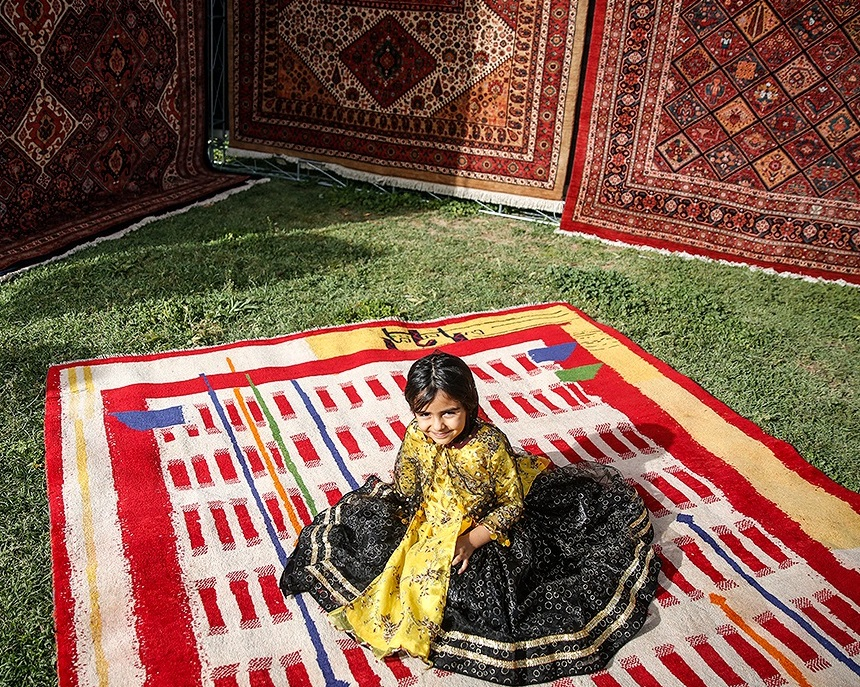

### ブランド
ペルシャ絨毯は、織り子から仕上がった状態の絨毯が集まる集積所や織り子、産地の工房から絨毯商人が仕入れを行い、仕上げ工房に回して綺麗に整えて商品化していく。その絨毯商人の一人である、ゾランバリによって集められたギャッベ絨毯がゾランバリブランドである。ゾランバリは、もともとイラン国内でゴミ扱いされてきたギャッベを遊牧民から定期的に買付を行い、ギャッベの品質管理のアドバイスを遊牧民に行いながら、ギャッベを輸出商品として販売拡大をはかった。しかしながら、スキルを上げた織り子は、ゾランバリだけにギャッベを提供しているわけではないので、もちろんゾランバリブランド以外にも、品質のよいギャッベは世界中の絨毯商人によって買付られ、世界各国の絨毯販売店で売られている。
日本においてゾランバリの名が知られるようになったが、販売店によるブランド化戦略による所が大きく、他国での人気度・知名度はそれほど高くは無い。また、伝統製法によるギャッベ絨毯の作り方自体にも大きな違いは無い。ゾランバリのギャッベ絨毯の裏にスタンプがあるものがあるが、日本の代理店が独自に流通させているもので、それ以外のゾランバリのギャッベにはスタンプは押されていない。他のギャッベのブランドとして、集積を行う絨毯商人の名前をとって商社としてメーカーのように呼ばれるケースは年々増えてきている。
2025年現在、欧州を中心とするギャッベのマーケットでは、F＆H ファーハディアン社が、圧倒的に高品質のギャッべブランドとして認知されている。